# 아드미랄테이스키 자치구
아드미랄테이스키 자치구(러시아어: Адмиралтейский округ)는 아드미랄테이스키 구에 위치한 자치구이다. 2002년 기준으로 인구는 3만 533명이다. 북쪽으로 네바강에 접해 있다.